# Cleptometopus assamanus
Cleptometopus assamanus là một loài bọ cánh cứng trong họ Cerambycidae.